# HD208149
HD208149 — хімічно пекулярна зоря спектрального класу A3, що має видиму зоряну величину в смузі V приблизно  6,2.
Вона  розташована на відстані близько 543,6 світлових років від Сонця.